# Philippe Coutinho Correia
Philippe Coutinho Correia (fiˈlipi kowˈtʃĩj̃u en portuguès brasiler) (Rio de Janeiro, Brasil, 12 de juny de 1992) és un futbolista professional brasiler que juga com a migcampista ofensiu al Vasco da Gama, cedit per l'Aston Villa, i a la selecció del Brasil.
Nascut i criat a Rio de Janeiro, Coutinho va mostrar un talent prodigiós i va excel·lir al planter del Vasco da Gama. Fou fitxat per l'Inter de Milà el 2008 per quatre milions d'euros, i cedit immediatament al Vasco da Gama, on va esdevenir un jugador clau. Va debutar amb l'Inter el 2010, on el veien com el futur de l'Inter, però no va aconseguir assentar-se al primer equip, i fou cedit al RCD Espanyol el 2012.
El gener de 2013, va ser traspassat al Liverpool FC per 8.5 milions de lliures. Va triomfar a Anfield; la seva combinació de visió de joc, passades, regats, i xuts de llarga distància li van fer guanyar-se el renom de petit màgic de banda dels aficionats del Liverpool i dels seus companys. Després que fos inclòs al PFA Team of the Year de 2015, la llegenda brasilera Pelé va vaticinar a Coutinho un «gran futur».
Coutinho va debutar amb la selecció absoluta del Brasil el 2010 amb 18 anys. Des de llavors hi ha jugat més de 30 cops, i ha participat en la Copa Amèrica 2015 i a la Copa América Centenario.

## Trajectòria esportiva

### Vasco da Gama
Coutinho es va formar al planter del Vasco da Gama, i aviat va formar part de la selecció brasilera sub-15. El juliol de 2008, a 16 anys, fou traspassat a l'Inter de Milà per 4 milions d'euros, tot i que no es va incorporar a la disciplina del club italià fins a dos anys després en complir 18 anys, i va esdevenir titular habitual malgrat la seva curta edat El 2009, va contribuir a fer que el Vasco guanyés en el campionat brasiler de la Serie B i que ascendís de categoria. El 2010, hi va disputar 31 partits, amb 5 gols, entre totes les competicions, i es va consolidar com un jugador clau al primer equip.

### Inter de Milà

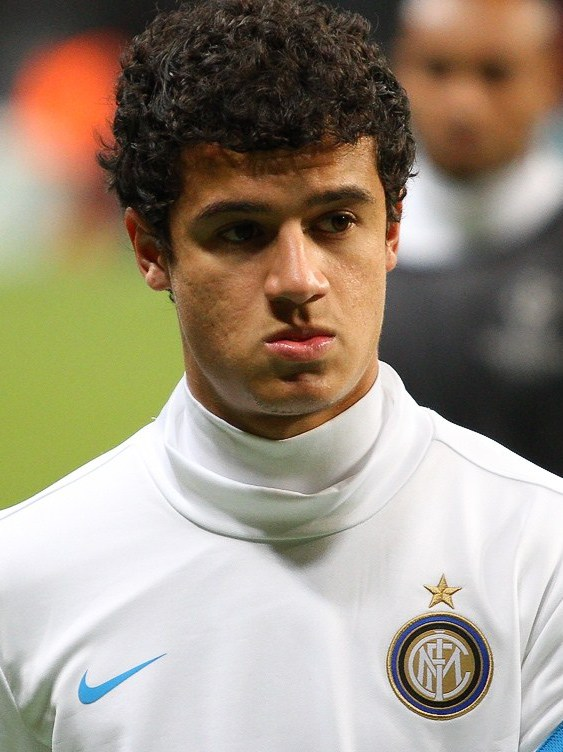
Philippe Coutinho amb l'Inter de Milà el 2011.

Coutinho va marxar a l'Inter el juliol de 2010, un cop fets els 18 anys, i allà hi trobà com a nou entrenador Rafael Benítez, mentre el president Massimo Moratti afirmava que «Coutinho és el futur de l'Inter».
El 27 d'agost de 2010, va debutar oficialment amb l'Inter entrant com a suplent en un partit que els Nerazzurri perderen 2–0 contra l'Atlètic de Madrid a la Supercopa de la UEFA 2010. Després de no entrar a l'equip titular, va tornar a jugar en una victòria crucial per 3–2 contra l'FC Bayern de Múnic a Alemanya, un partit que permetia a l'Inter de progressar fins als quarts de final de la Champions League.
El 8 de maig de 2011, va marcar el seu primer gol per l'Inter, de falta directa, en una victòria a casa per 3–1 contra l'ACF Fiorentina. El seu segon col per l'Inter va arribar en partit contra el Cagliari Calcio el 19 de novembre de 2011 en què Coutinho va rebre una passada de Ricky Álvarez i va col·locar la pilota a l'esquadra esquerra de la porteria, per fer el 2–0 al marcador.

#### Cessió a l'Espanyol
Durant la temporada 2011–12, Coutinho no va aconseguir de consolidar-se al primer equip, i el 30 de gener de 2012 fou cedit al RCD Espanyol de Mauricio Pochettino fins al final de la temporada. El 4 de febrer de 2012 va debutar amb l'Espanyol en un empat 3–3 contra l'Athletic Club. Va marcar el primer gol amb els periquitos l'11 de març en una victòria per 5–1 contra el Rayo Vallecano, al minut 9 de partit. El seu segon gol el marcà al minut 21 del mateix partit. Com a mostra del seu bon estat de forma, va fer un gran gol de volea contra el Racing Santander i un altre de falta directa contra el Màlaga CF. El 18 de maig de 2012, Coutinho va tornar a l'Inter, després d'haver jugat amb l'Espanyol en 16 partits, dels quals 14 com a titular, i d'haver-hi marcat cinc gols.

### Liverpool
El 26 de gener de 2013, el Liverpool FC va arribar a un acord amb l'Inter pel traspàs de Coutinho, per uns 8.5 milions de lliures. El Southampton FC també havia mostrat interès pel jugador, qui havia estat dirigit pel seu entrenador, Mauricio Pochettino a l'Espanyol, però Coutinho va preferir el Liverpool. El 30 de gener, el Liverpool va confirmar el fitxatge de Coutinho amb un contracte de llarga durada, després que hagués obtingut el permís de treball, i se li va assignar el dorsal número 10. L'antic director esportiu del Liverpool, Damien Comolli, va revelar més tard que el club s'havia fixat en el jugador i l'havia fitxat seguint la recomanació de l'ex entrenador del club Rafa Benítez, qui va descriure el brasiler com un jugador «de classe mundial».

### FC Barcelona
El 6 de gener del 2018 el FC Barcelona va confirmar un acord amb el Liverpool pel fitxatge del jugador per 120 milions d'euros més 40 en variables i una clàusula de rescissió de 400 milions per cinc temporades i mitja. Durant la revisió mèdica prèvia a la signatura del contracte, se li va detectar una lesió patida poc abans, que el tindria de baixa tres setmanes. Poc després del fitxatge es van desvetllar les condicions dels 40 milions d'euros en variables que es van pactar. Dies després del seu fitxatge el Barça va incorporar com a segon reforç del mercat d'hivern el central colombià Yerry Mina. El 24 de gener el Barça va anunciar que tindria el dorsal número 14, que deixava lliure Javier Mascherano, que marxava a jugar a la Xina després de set temporades i mitja al club.
Coutinho va debutar amb la samarreta blaugrana el 25 de gener de 2018, en el partit de tornada dels vuitens de final de la Copa del Rei contra el RCD Espanyol, en què va entrar al minut 67 substituint Andrés Iniesta. Amb assistència del seu excompany al Liverpool Luis Suárez, Coutinho va marcar el seu primer gol amb el Barça el 8 de febrer de 2018 contra el València CF al partit de tornada de les semifinals de la Copa del Rei pocs minuts després d'entrar al camp com a substitut, a la mitja part.
La temporada 2018 va canviar el dorsal 14 que havia lluït en arribar al Barça pel 7, que havia deixat vacant Arda Turan. El 28 d'octubre de 2018, Coutinho va marcar el cinquè i darrer gol en el seu primer clàssic, en una victòria per 5–1 contra el Reial Madrid.

#### Cessió al Bayern de Múnic i retorn al Barça
El 17 d'agost de 2019, tot just començada la temporada, el Barça i l'FC Bayern de Múnic varen fer oficial un acord per tal que el jugador anés cedit a l'equip alemany. El contracte de cessió, per una temporada, pel qual el Bayern pagaria la seva fitxa íntegra (d'uns dotze milions d'euros), inclouria una opció de compra de 120 milions. A l'equip bavarès, hi lluirà el dorsal número 10.
Coutinho va tornar al Barça amb l'arribada del nou entrenador, Ronald Koeman. El 4 d'octubre de 2020, va marcar el seu primer gol de la temporada 2020-21 del FC Barcelona en un empat 1-1 contra el Sevilla. El 29 de desembre, va patir una lesió al genoll en un empat 1-1 contra l'SD Eibar, que el va deixar fora de la resta de la temporada.

### Aston Villa
El 7 de gener de 2022, Coutinho es va incorporar a l'Aston Villa de la Premier League cedit fins al final de la temporada 2021-22 de l'Aston Villa F.C., retrobant-se amb l'excompany del Liverpool Steven Gerrard, aleshores entrenador de l'Aston Villa. Coutinho va debutar el 15 de gener com a substitut al minut 70 contra el Manchester United, marcant el gol de l'empat en un 2-2 a casa. El 12 de maig de 2022, Coutinho va signar amb l'Aston Villa de manera permanent per una quantitat de transferència no revelada, estimada en 17 milions de lliures, amb un contracte de quatre anys.

#### Cessió a l'Al-Duhail
El 8 de setembre de 2023, Coutinho va fitxar pel club de la Qatar Stars League Al-Duhail SC cedit per a la temporada 2023-24. El 28 de setembre de 2023, Coutinho va marcar en el seu debut al futbol qatarià, en una victòria per 2-1 com a visitant contra l'Al-Markhiya.

#### Retorn al Vasco da Gama
El 10 de juliol de 2024, Coutinho va tornar al seu club d'infància, el Vasco da Gama, cedit per una temporada.

## Internacional
A nivell internacional, s'ha proclamat campió del món amb la selecció brasilera sub-20, i campió de Sud-amèrica en categories sub-15 i sub-17.
El maig de 2016, Coutinho va ser inclòs a la convocatòria del Brasil per a la Copa Amèrica Centenari als Estats Units. Coutinho va ser inclòs a la convocatòria del Brasil per al Mundial de 2018 a Rússia. Al maig de 2019, Coutinho va ser inclòs a la convocatòria del Brasil per a la Copa Amèrica 2019 celebrada a casa.

## Palmarès

### Club
Vasco da Gama
- Campionat brasiler Série B: 2009[6]

Internazionale
- Coppa Italia: 2010–11[6]
- Supercoppa Italiana: 2010[6]

FC Barcelona
- 2 Lligues espanyoles: 2017-18[49] i 2018-19
- 2 Copes del Rei: 2017-18[50] i 2020–21[51]
- Supercopa d'Espanya: 2018[52]

FC Bayern de Múnic
- Lliga de Campions de la UEFA: 2019-20
- Lliga alemanya: 2019–20
- Copa alemanya: 2019-20

### Selecció
Brasil
- 1 Copa Amèrica: 2019

Brasil sub-20
- 1 Copa del Món sub-20: 2011

Brasil sub-17
- 1 Campionat sud-americà sub-17: 2009